# Jan Przykling
Jan Przykling (ur. 23 stycznia 1883 w Dąbrówce Małej, zm. 29 marca 1942 w obozie koncentracyjnym Sachsenhausen) – polski górnik, działacz niepodległościowy i społeczny, poseł na Sejm IV kadencji (1935–1938) w II Rzeczypospolitej.

## Życiorys
Był synem Wincentego i Elżbiety z domu Stokfihs (Stokfis?). Ukończył szkołę (?) w Katowicach. W latach 1903–1905 służył z poboru w armii niemieckiej, w której był podoficerem.
Pracował jako sztygar w Kopalni Węgla Kamiennego „Wujek”. W 1910 roku został sekretarzem samodzielnej komórki ZZP w kopalni „Wujek” obejmującej swym zasięgiem Brynów i Załęską Hałdę. Przed 1914 rokiem działał w Towarzystwie Gimnastycznym „Sokół”, Towarzystwie Śpiewu na terenie Brynowa i ZZP w Katowicach. W czasie I wojny światowej służył przez cztery lata na froncie.
Uczestniczył w powstaniach śląskich z bronią w ręku, był członkiem POW, pełnił funkcję skarbnika w Polskim Komisariacie Plebiscytowym w Brynowie. 
W dwudziestoleciu międzywojennym pełnił wiele funkcji społecznych, był m.in.: współzałożycielem Związku Powstańców Śląskich, Narodowo-Chrześcijańskiego Zjednoczenia Pracy oraz ZZZ w Brynowie, skarbnikiem Związku Zawodowego Robotników Przemysłu Górniczego. 
W wyborach parlamentarnych w 1935 roku został wybrany posłem na Sejm IV kadencji (1935-1938) 39 286 głosami z listy BBWR z okręgu nr 88, obejmującego powiaty: katowicki – miejski i chorzowski – miejski. W kadencji tej pracował w komisji pracy. 
Mieszkał w Katowicach-Brynowie, przy ul. Dworskiej 5.
Po wybuchu II wojny światowej został aresztowany przez Gestapo i uwięziony początkowo w Katowicach. Następnie wywieziono go do obozu koncentracyjnego Sachsenhausen, gdzie zmarł.

## Ordery i odznaczenia
- Medal Niepodległości (12 maja 1931)[4]
- Srebrny Krzyż Zasługi (10 listopada 1933)[5]
- Brązowy Krzyż Zasługi
- Krzyż na Śląskiej Wstędze Waleczności i Zasługi
- Medal Pamiątkowy za Wojnę 1918–1921[1]
- Gwiazda Górnośląska
- Złoty Krzyż Federacji Obrońców Ojczyzny[2]

## Upamiętnienie
Nazwiskiem Jana Przyklinga nazwano jedną z ulic w Katowicach-Brynowie.